# Afonso de Magalhães de Almeida Fernandes
Afonso Magalhães de Almeida Fernandes fue un brigadier del ejército portugués nombrado ministro del Ejército (1958), en la misma remodelación que llevó a Botelho Moniz ministro de Defensa. Fue un gran defensor de la guerra colonial portuguesa.